# Hilo de coser

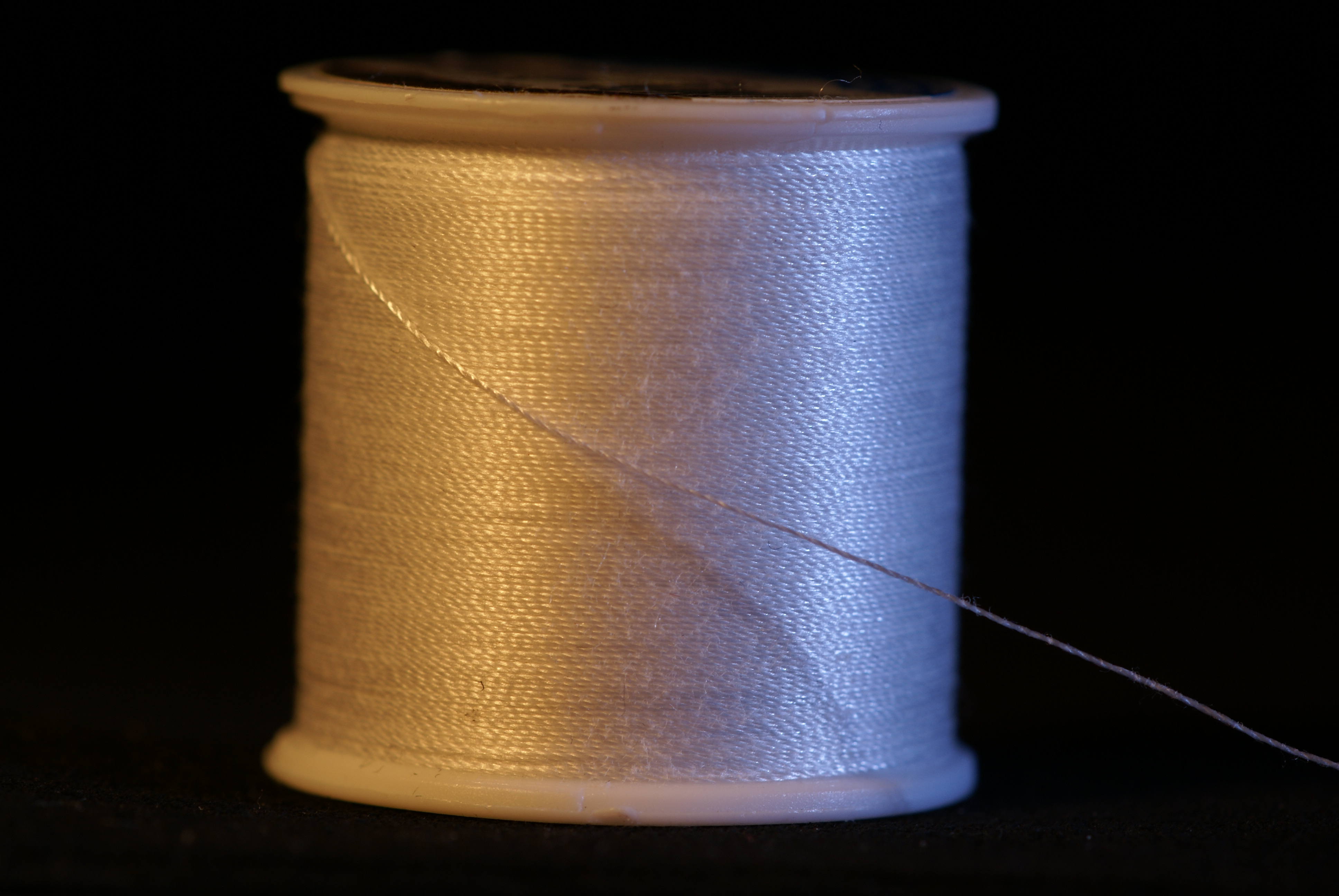
Carrete de hilo de coser de todo propósito,;se observa de cerca la textura de 2-capas torsión en Z del algodón mercerizado, con núcleo de poliéster

El hilo de coser es un tipo de hilo destinado a costura.

## Materiales
El hilo de coser está hecho de una amplia variedad de materiales. La siguiente tabla enumera las materias comunes, una descripción general y lo que se supone que es bueno un determinado fin. Si su máquina va a coser con hilo, se puede utilizar cualquier hilo para casi cualquier propósito. Esto es muy útil los que están tratando de aprender a coser. Sin embargo, hay que recordar que, cuando el hilo es más fuerte que el material que está siendo unido, si las juntas se colocan bajo presión, se puede romper antes que el hilo. Las prendas de vestir, por lo general, se cosen con hilos de menor fuerza que la tela, de manera que si se presiona, la costura se romperá antes que la prenda. Los materiales pesados que deben soportar tensiones considerables, tales como tapicería, asientos de coche, lonas, tiendas de campaña, requieren de hilos muy fuertes. El intentar repararlas con un hilo fino, generalmente dará lugar a un rápido fallo.
| Material          | Descripción | Propósito                 |
| ----------------- | --- | ------------------------- |
| Algodón           | hilo de coser tradicional | general                   |
| Algodón/poliéster | Un hilo de algodón con un núcleo de poliéster que es ligeramente elástico, pero conserva el aspecto tradicional del algodón                            | fuerza sin brillo         |
| Fusible           | Fusiona telas de costura cuando se planchan | ribete y appliqué         |
| Metálico          | Un revestimiento metálico delicado protegido por un revestimiento exterior que proporciona un de color / brillo y / o textura extremadamente vibrante. | decoración                |
| Nailon            | Un monofillamento transparente que puede ser fundido por una plancha. El nailon es generalmente más fuerte que el poliéster.                           | fuerza con transparencia  |
| Poliéster         | Una mezcla sintética que es más fuerte y más elástica que el algodón, con poca o ninguna pelusa (puede ser texturizada)                                | fuerza                    |
| Rayon             | Hecho de celulosa, pero no se considera una fibra natural, ya ha sido altamente procesada. Útil para la obtención de colores brillantes.               | aparencia                 |
| Seda              | Un hilo muy fino, fuerte y difícil de ver. | unir cuentas              |
| Lana              | Un hilo más grueso. | aspecto de andar por casa |
| Soluble en agua   | Se disuelve cuando se lava | hilvanado temporal        |

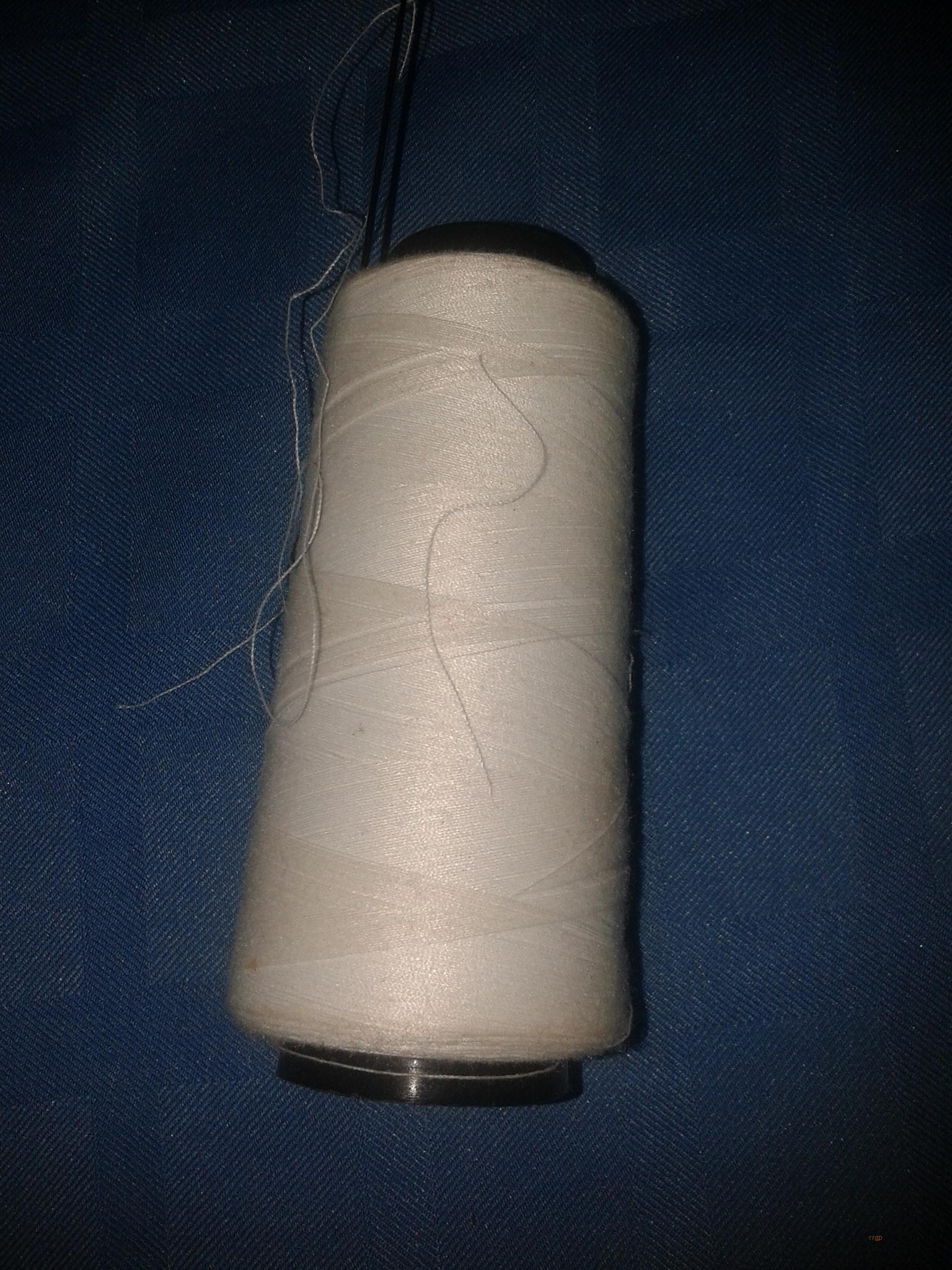
Hilo de coser de algodón blanco con Aguja

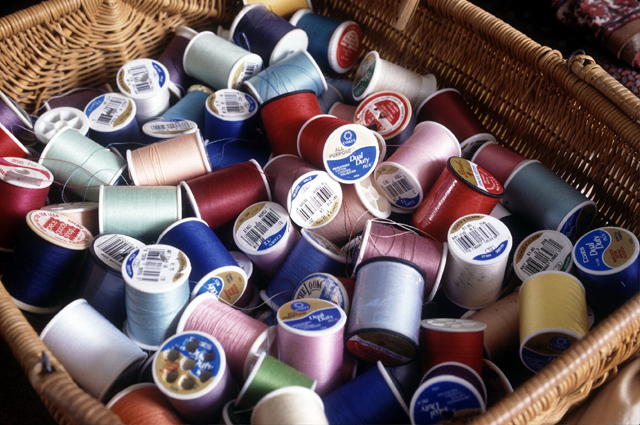
Carretes de hilo

El hilo de poliéster/ poliésterde núcleo (Core Spun) se hace envolviendo poliéster básico alrededor de un filamento de poliéster continua durante el girado y convirtiendo estos hilos en un hilo de coser. Hilo de coser de nucleocore spun